# Ferro-holmquistite
La ferro-holmquistite (simbolo IMA: Fhlm) è un minerale molto raro del supergruppo dell'anfibolo, all'interno del quale viene collocato nel "gruppo degli anfiboli con W(OH,F,Cl)-dominante" e da lì al sottogruppo degli anfiboli di litio dove occupa un posto nel "gruppo contenente la radice holmquistite nel nome"; essendo un anfibolo, appartiene agli inosilicati e pertanto alla famiglia minerale dei "silicati", e possiede composizione chimica ☐Li2(Fe2+3Al2)Si8O22(OH)2.

## Etimologia e storia
La ferro-holmquistite è stata scoperta nell'ambito di un'analisi sistematica sulle holmquistiti che cristallizzano nel sistema ortorombico. L'analisi chimica ha evidenziato una piccola preponderanza di ferro (Fe2+) rispetto al magnesio tale da soddisfare i requisiti per la classificazione del minerale con il nome di ferroholmquistite. Il nome è stato cambiato poi in ferro-holmquistite nell'ambito della revisione della nomenclatura degli anfiboli del 2012 (IMA 2012). Probabilmente non esistono campioni con una composizione vicina a quella ideale della ferro-holmquistite a causa di limiti strutturali.
Il nome è legato al contenuto di ferro e alla sua relazione con l'holmquistite, che a sua volte è stata chiamata in questo modo in onore di Per Johan Holmquist (1866 - 1946), petrologista di Stoccolma.

## Classificazione
La classica nona edizione della sistematica dei minerali di Strunz, aggiornata dall'Associazione Mineralogica Internazionale (IMA) fino al 2009, elenca la ferro-holmquistite come ferroholmquistite e la colloca nella classe "9. Silicati (germanati)" e da lì nella sottoclasse "9.D Inosilicati"; questa viene suddivisa più finemente in base alla struttura cristallina del minerale, in modo tale che la ferro-holmquistite possa essere trovata nella sezione "9.DE Inosilicati con catene doppie di periodo 2, Si4O11; clinoanfiboli" dove forma il sistema nº 9.DE.05.
Tale classificazione viene in parte stravolta nell'edizione successiva, in seguito al fatto che la ferro-holmquistite è in realtà un ortoanfibolo e non un clinoanfibolo, cioè cristallizza nel sistema ortorombico anziché in quello monoclino; nella decima edizione, curata dal database "mindat.org", il minerale occupa la stessa classe e sottoclasse (silicati e inosilicati), ma è nella sezione "9.DD Inosilicati con catene doppie di periodo 2, Si4O11; ortoanfiboli" dove forma il sistema nº 9.DD.05.
Nella Sistematica dei lapis (Lapis-Systematik) di Stefan Weiß la ferro-holmquistite si trova nella classe dei "silicati" e nella sottoclasse degli "inosilicati"; qui si trova nella sezione riservata ai minerali con struttura "[Si4O11] a due bande 6-; anfiboli ortorombici" dove forma il sistema nº VIII/F.12.
Anche la classificazione dei minerali secondo Dana, usata principalmente nel mondo anglosassone, elenca la ferro-holmquistite nella famiglia dei "silicati", qui è nella classe degli "inosilicati: catene doppie non ramificate, W=2" e nella sottoclasse degli "inosilicati: catene doppie non ramificate, configurazione anfibolo W=2" dove forma il sistema nº 66.01.02.

## Abito cristallino
La ferro-holmquistite cristallizza nel sistema ortorombico nel gruppo spaziale Pnma (gruppo nº 62) con i parametri di reticolo a = 18,287(1) Å, b = 17,680(1) Å e c = 5,278(1) Å, oltre ad avere 4 unità di formula per cella unitaria.

## Origine e giacitura
La ferro-holmquistite è stata scoperta nella pegmatite nella zona di contatto fra l'anfibolite e la dolerite intrusiva associata ad albite, biotite, granato, quarzo, tormalina, stagno nativo con inclusioni di tantalite, zircone e scapolite. Si forma con le altre holmquistiti per la migrazione del litio dalla pegmatite all'anfibolite in sostituzione dell'orneblenda.
La ferro-holmquistite è molto rara ed è stata trovata solo nella sua località tipo, la miniera di "Greenbushes" (33.85449°S 116.05971°E) nella contea di Bridgetown-Greenbushes (Australia Occidentale). e nella miniera di "Volta Grande" a Minas Gerais (Brasile).

## Forma in cui si presenta in natura
La ferro-holmquistite è stata trovata sotto forma di cristalli prismatici allungati di dimensione generalmente compresa fra 0,2 e 0,5 mm. Il minerale è traslucido con lucentezza vitrea; il colore può essere nero, viola scuro o azzurro cielo, mentre il colore del suo striscio è viola-bluastro chiaro.